# ناشك
ناشك (بالإنجليزية: Nashik)‏ هي مدينة، تتبع منطقة ناشك، بلغ عدد سكانها 1486053 نسمة، تبلغ مساحتها 300 كيلومتر مربع، رمزها البريدي هو 422001.

## مدن توأم
المدن التوأم:
- سن جرمن آن له.

## أعلام
- سايامي خير
- أوشا كيران
- فرنسيس روبرتس
- دادساهب فالك
- جاكسون تومسون